# Herrarnas C-1 i slalom i kanotsport vid olympiska sommarspelen 2000
Herrarnas C-1 slalom vid olympiska sommarspelen 2000 hölls på Whitewater Stadium i Penrith. 

## Medaljörer
| Gren       | Guld                     | Silver                    | Brons                  |
| C1, slalom | Tony Estanguet Frankrike | Michal Martikán Slovakien | Juraj Minčík Slovakien |

## Resultat

### Kval
| Placering | Namn                     | Nation         | Åk 1   | Åk 1  | Åk 1   | Åk 2   | Åk 2  | Åk 2   | Resultat |
| Placering | Namn                     | Nation         | Tid    | Poäng | Totalt | Tid    | Poäng | Totalt | Totalt   |
| --------- | ------------------------ | -------------- | ------ | ----- | ------ | ------ | ----- | ------ | -------- |
| 1         | Michal Martikán          | Slovakien      | 128.69 | 0     | 128.69 | 134.00 | 0     | 134.00 | 262.69   |
| 2         | Tony Estanguet           | Frankrike      | 130.39 | 2     | 132.39 | 131.02 | 0     | 131.02 | 263.41   |
| 3         | Krzysztof Bieryt         | Polen          | 132.85 | 0     | 132.85 | 132.19 | 0     | 132.19 | 265.04   |
| 4         | Juraj Minčík             | Slovakien      | 131.88 | 2     | 133.88 | 131.28 | 2     | 133.28 | 267.16   |
| 5         | Robin Bell               | Australien     | 132.76 | 2     | 134.76 | 129.98 | 4     | 133.98 | 268.75   |
| 6         | Emmanuel Brugvin         | Frankrike      | 132.74 | 0     | 132.74 | 132.55 | 4     | 136.55 | 269.29   |
| 7         | Stefan Pfannmöller       | Tyskland       | 130.02 | 2     | 132.02 | 132.59 | 6     | 138.59 | 270.51   |
| 8         | Sören Kaufmann           | Tyskland       | 134.36 | 0     | 134.36 | 135.54 | 2     | 137.54 | 271.90   |
| 9         | Simon Hočevar            | Slovenien      | 136.64 | 0     | 136.64 | 135.61 | 2     | 137.61 | 274.25   |
| 10        | Stuart McIntosh          | Storbritannien | 136.55 | 0     | 136.55 | 133.84 | 4     | 137.84 | 274.39   |
| 11        | Danko Herceg             | Kroatien       | 136.59 | 2     | 138.59 | 133.23 | 4     | 137.23 | 275.82   |
| 12        | David Hearn              | USA            | 135.53 | 0     | 135.53 | 139.36 | 6     | 145.36 | 280.89   |
| 13        | Tomáš Indruch            | Tjeckien       | 136.29 | 4     | 140.29 | 139.46 | 2     | 141.46 | 281.75   |
| 14        | Cássio Petry             | Brasilien      | 143.63 | 2     | 145.63 | 144.09 | 4     | 148.09 | 293.72   |
| 15        | James Cartwright-Garland | Kanada         | 144.64 | 4     | 148.64 | 147.02 | 2     | 149.02 | 297.66   |
| 16        | Jon Ergüín               | Spanien        | 138.14 | 54    | 192.14 | 170.48 | 0     | 170.48 | 362.62   |

### Final
| Placering | Namn               | Nation         | Åk 1   | Åk 1  | Åk 1   | Åk 2   | Åk 2  | Åk 2   | Resultat |
| Placering | Namn               | Nation         | Tid    | Poäng | Totalt | Tid    | Poäng | Totalt | Totalt   |
| --------- | ------------------ | -------------- | ------ | ----- | ------ | ------ | ----- | ------ | -------- |
| 1         | Tony Estanguet     | Frankrike      | 115.25 | 0     | 115.25 | 114.62 | 2     | 116.62 | 231.87   |
| 2         | Michal Martikán    | Slovakien      | 117.17 | 2     | 119.17 | 114.59 | 0     | 114.59 | 233.76   |
| 3         | Juraj Minčík       | Slovakien      | 117.55 | 0     | 117.55 | 116.87 | 0     | 116.87 | 234.22   |
| 4         | Emmanuel Brugvin   | Frankrike      | 118.69 | 0     | 118.69 | 117.73 | 2     | 119.73 | 238.42   |
| 5         | Stefan Pfannmöller | Tyskland       | 119.03 | 0     | 119.03 | 116.69 | 4     | 120.69 | 239.72   |
| 6         | Sören Kaufmann     | Tyskland       | 121.83 | 2     | 123.83 | 116.35 | 0     | 116.35 | 240.18   |
| 7         | Simon Hočevar      | Slovenien      | 119.78 | 0     | 119.78 | 120.86 | 0     | 120.86 | 240.64   |
| 8         | Stuart McIntosh    | Storbritannien | 121.23 | 0     | 121.23 | 118.38 | 4     | 122.38 | 243.61   |
| 9         | Robin Bell         | Australien     | 118.32 | 2     | 120.32 | 124.16 | 0     | 124.16 | 244.48   |
| 10        | Danko Herceg       | Kroatien       | 123.87 | 2     | 125.87 | 118.90 | 4     | 122.90 | 248.77   |
| 11        | Krzysztof Bieryt   | Polen          | 118.36 | 8     | 126.36 | 122.87 | 4     | 126.87 | 253.23   |
| 12        | David Hearn        | USA            | 125.12 | 2     | 127.12 | 127.45 | 4     | 131.45 | 258.57   |